# Heidenkopf
Le Heidenkopf est un sommet vosgien qui culmine à 787 mètres d'altitude, à l'ouest de Klingenthal  sur le territoire de la commune de Bœrsch dans le Bas-Rhin. Le Club vosgien a érigé une tour (Mündel-turm) en son sommet qui offre une large vue sur la plaine d'Alsace et les sommets avoisinants.

## Étymologie
Heiden signifie « païen » en allemand et kopf la « tête ».

## Géographie
Le Heidenkopf est compris entre la vallée de la Magel et le massif du mont Sainte-Odile. Depuis le haut de la tour Mündel on peut observer une grande partie de la plaine d'Alsace jusqu'à la Forêt-Noire, ainsi que de nombreux sommets des Vosges, notamment le Champ du Feu, le mont Sainte-Odile et les châteaux qui l'entourent, le Donon, l'Ungersberg  et le château de Guirbaden.

## Histoire

### Peuplement
Le sommet du Heidenkopf contient des traces d'un peuplement ancien, depuis le Néolithique jusqu'au Moyen Âge[réf. nécessaire].

### Tour Mündel

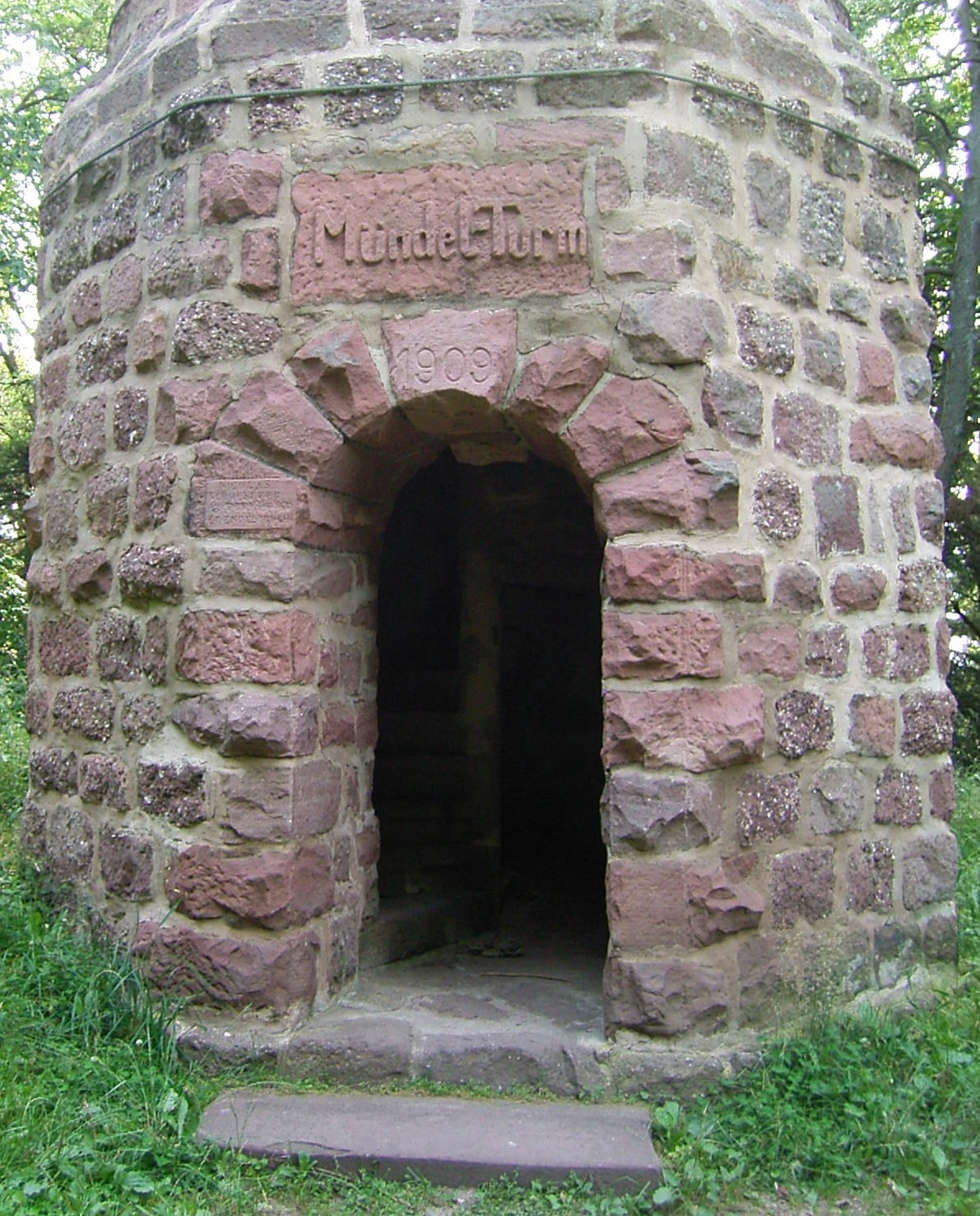
L'entrée de la tour Mündel

La tour Mündel ou Mündel-turm est une tour de 17 mètres de hauteur en grès rose érigée par le Club vosgien en 1909 au sommet du Heidenkopf. Elle est dédiée à Curt Mündel, le premier président du Club vosgien.